# Антін Драган
Антін Драган (ім'я при народженні Андрій Луців; 28 серпня 1913, с. Голешів, нині Жидачівського району, Львівська область — 2 лютого 1986) — український журналіст, активний громадський діяч української діаспори у США.

## Життєпис

### Початок журналістської кар'єри та еміграція
Народився 28 серпня 1913 року в селі Голешів Жидачівського повіту (нині Жидачівського району, Львівська область, Україна).
Під час навчання у Львівському університеті працював у «Кооперативній родині» у Львові, був співробітником тижневика «Наше Слово», націоналістичного щоденника «Голос» та підпільних видань ОУН.
За діяльність в Організації Українських Націоналістів був переслідуваний і перебув два роки за ґратами (1934—1936). В 1938—1942 роках працював для Української Пресової Служби в Берліні, пізніше був там редактором видань «Українець» і «Хлібороб» — газет для примусових робітників у Німеччині.
В жовтні 1943 року Драган перейшов до окупованої Франції, а звідти — в Іспанію. Як нелегального втікача, іспанська поліція перевезла його з села Орбайсета до в'язниці у Пампльоні, де Антін Драган, тоді ще Андрій Луців, перебув кілька тижнів і був під опікою Міжнародного Червоного Хреста й американського квейкерівського «Комітету Дружньої Служби». На Новий рік 1944 року його перевезли до Міранди над Ебром, у провінції Бурґос, де був концентраційний табір, утримуваний альянтами для чужинців, які опинилися в Іспанії без дозволу і без відповідних документів.

### Переїзд у США
Оскільки лише американський афідевіт і американська віза могли бути засобом звільнитися з іспанського табору, Антін Драган наладнав зв'язок з доктором Лукою Мишугою, на той час — головним редактором провідного українського часопису США «Свобода», і одержав від нього афідевіт.
У міжчассі, ще від половини 1944 року, Драган дописував до «Свободи» під різними псевдонімами.
12 травня 1946 року він приїхав до Америки, а на наступний день почав працювати в редакції «Свободи» спочатку як співредактор, а від 1955 року як головний редактор, заступивши на цій посаді попереднього редактора Луку Мишугу. На цій же посаді Драган і залишився до добровільного відходу на емеритуру в 1978 році.

### Письменницька та громадська діяльність
В ході роботи у «Свободі» Антін Драган співпрацював із такими особами як Іван Кедрин, Богдан Кравців, Лука Луців, В'ячеслав Давиденко і Михайло Сосновський.
Крім статей у «Свободі» і редагування її, Драган був редактором альманахів Українського народного союзу (УНС) і починаючи з 1949 року майже в кожному з них вміщав свої статті. Його перу належать також монографії:
- В країні волі: підручник для нових імігрантів (1949)
- Ukrainian Resistance: the Story of the Ukrainian National Liberation Movement in Modern Times (1949)
- Український Народний Союз в минулому і сучасному, 1894—1964 (1964; англійською мовою — 1964).

Після іменування Йосифа Сліпого кардиналом Драган склав збірник «Маємо Кардинала» (1966) і англійською мовою під заголовком «Our Ukrainian Cardinal» (1966).
Ще в липні 1943 року Антін Драган побував у Вінниці при розкопуванні німцями масових могил жертв радянського НКВД і про це писав у «Свободі» та в інших публікаціях під псевдонімом Максим Подорожний. У 1986 році він опублікував свої спостереження з того часу в брошурі «Пам'ятаймо про Вінницю».
Драган співпрацював з Комітетом побудови пам'ятника Тарасові Шевченкові у Вашингтоні, а по здійсненні цього задуму видав упорядковану ним книжку «Шевченко у Вашінґтоні» (1984).
Він був членом Української Американської Координаційної Ради, належав до Виділу Наукового товариства ім. Шевченка, очолював його Пресову Комісію. В 1961 році долучився до видання УНС і Наукового Товариства ім. Тараса Шевченка збірника «Наш Шевченко». Драган з ентузіазмом підтримував публікацію Англомовної Енциклопедії Українознавства і завдяки його старанням УНС піднявся фінансувати це монументальне видання.
Антін Драган помер 2 лютого 1986 року (похований 7 лютого).
Антін Драган — автор книг «Український резистанс» (1948), «Маємо Кардинала» (1966) та ін.